# 潘家驹
潘家驹（1921年—），男，浙江绍兴人，中国农业教育家、棉花遗传育种学家，南京农业大学教授、博士生导师。